# Шаер, Ричард
Ричард Шайер (англ. Richard Schayer, 13 декабря 1880, Вашингтон — 13 марта 1956, Голливуд, Калифорния) — американский сценарист. Он написал сценарии для более чем 100 фильмов между 1916 и 1956 годами.

## Биография
Родился в Вашингтоне, округ Колумбия, в семье полковника Джорджа Фредерика Шайера и писательницы Джулии Шайер. Он был одним из семи руководителей студии, которые работали на «Universal Pictures» в золотой век управления Леммле. Умер Шайер 13 марта 1956 года в Голливуде, штат Калифорния.